# Stanisław Mączewski

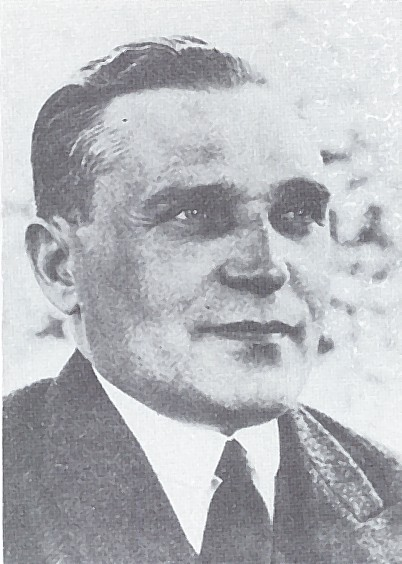
Stanisław Mączewski

Stanisław Mączewski (ur. w 1892 w Witkowo Miłaki (woj. warszawskie), zm. 3/4 lipca 1941 we Lwowie) – polski lekarz, doktor habilitowany, docent położnictwa i ginekologii UJK.
Studia lekarskie rozpoczął w Moskwie, w latach 1918–1919 kontynuował w Krakowie, ukończył w 1921 we Lwowie. W 1930 habilitował się na Uniwersytecie Jana Kazimierza i został mianowany dyrektorem Państwowej Szkoły Położnych oraz ordynatorem Oddziału Ginekologiczno-Położniczego Szpitala Powszechnego we Lwowie. Prowadził prace naukowe nad nowotworami i gruźlicą narządu rodnego. Aresztowany przez Niemców w pierwszych dniach okupacji Lwowa, wraz z grupą kilkudziesięciu polskich profesorów lwowskich uczelni został bez sądu rozstrzelany na Wzgórzach Wuleckich 3/4 lipca 1941.
Autor około 40 prac naukowych, m.in. O powstawaniu ciąży brzusznej, O wskazaniach do cięcia cesarskiego.